# Die Strauß-Dynastie
Die Strauß-Dynastie ist eine österreichische Filmbiografie in sechs Teilen aus dem Jahr 1989. Geschildert wird der Werdegang von Johann Strauss (Vater) (dem Komponisten des Radetzky-Marsches) sowie dessen Sohn Johann Strauss (Sohn) („Schani“), dem Komponisten des Walzers An der schönen blauen Donau, der trotz der Widerstände seines Vaters ebenfalls Musiker wurde und seinem Vater als Walzerkomponist Konkurrenz machte.

## Handlung

### Erster Teil
Johann Strauss (Vater) befreundet sich mit Joseph Lanner auf einem von dessen Konzerten. Die oberflächliche Tanzmusik der aristokratischen Bälle bringt Johann Strauss auf die Idee, mit Lanner ein Orchester zu gründen.
Sogleich bekommen beide ein Engagement beim Gasthausbesitzer Streim. Während dessen Tochter Anna gleichzeitig mit Strauß und Lanner anbandelt, kann der Geschäftsmann Karl Friedrich Hirsch die beiden Musiker überzeugen, parallel in seinem und Heims Gasthaus zu musizieren.
Anna wird schwanger und heiratet Strauß; auf der Hochzeit sagt sich Lanner von Strauß los. Trotz seiner beruflichen Erfolge wird Strauß von Zukunftsängsten geplagt. Als Anna den Sohn Johann („Schani“) zur Welt bringt, zieht Strauß es vor, mit dem italienischen Geiger Niccolò Paganini zu spielen, der sich von seiner Musik begeistert zeigt.
Der kleine Schani entwickelt erste musikalische Neigungen, während sein Vater bald erfolgreicher als Lanner ist. Während einer Cholera-Epidemie plant Strauß mit Hirsch ein Konzert in Schönbrunn, um den Kaiser auf seine Musik aufmerksam zu machen. Trotz dessen Fernbleiben wird das Konzert ein Erfolg. Strauß wählt aus dem Publikum eine Walzerkönigin, die junge Emilie Trampusch. Ein Trupp des Kaisers löst auch unter Gewaltanwendung das Konzert auf; auf der gemeinsamen Flucht kommt es zwischen Strauß und Emilie zum Kuss.
Nach Strauß’ Ernennung zum Hofballmusikdirektor durch Fürst Metternich schickt dieser Strauß sogleich auf Konzertreise nach England zur Krönung von Königin  Victoria. Als Gegenleistung verspricht er Strauß, sich für ihn um einen Posten am kaiserlichen Hof zu bemühen.

### Zweiter Teil
Weil seine Geliebte Emilie Trampusch einen Sohn zur Welt bringt, beschließt Strauß trotz des Heimwehs seines Orchesters, nach Frankreich weiter zu reisen. Als die Reise schließlich nach New York fortgesetzt werden soll, wird Strauß von seinen Musikern verlassen.
Resigniert kehren Strauß und Hirsch nach Wien zurück, wo Strauß seinen herangewachsenen Sohn und dessen Brüder wiedersieht. Strauß ist unfähig zu arbeiten, während Anna nicht weiß, wie sie ihre Familie ernähren soll. Frustriert verbietet Strauß seinen Söhnen, Musiker zu werden, um ihnen die Enttäuschungen zu ersparen, die er selbst erleben musste. Als die Musiker zu Strauß zurückkehren, setzt er auf Annas Drängen seine Arbeit fort.
Strauß zieht zu Emilie, will seiner Familie aber nur dann Unterhalt zahlen, wenn sich seine Söhne an sein Musikverbot halten. Aus diesem Grund besucht Schani die Handelsschule, wendet sich aber, mit Unterstützung seiner Mutter, heimlich wieder der Musik zu. Dabei verliebt er sich in Lanners Tochter Kathi, die ihm Geigenstunden bei ihrem Vater organisiert. Als Johann Strauß von dem Unterricht erfährt, verbietet sich Anna jede weitere Einmischung durch ihren Ehemann und schickt ihren Sohn zum Kompositionsunterricht beim Organisten Joseph Drechsler; das nötige Geld verdient Schani nachts in der Fabrik. Schani fühlt sich jedoch im Drechslers von Fugen geprägten Unterricht nicht wohl und möchte lieber, entgegen den Plänen seiner Mutter, Walzer komponieren und mit seinem Freund Gustav Levi ein Orchester gründen.
Unerwartet stirbt Lanner; durch Fürst Metternichs Einfluss wird Strauß dessen Nachfolger.
Nach anfänglichen Schwierigkeiten bekommt Schani mit Hilfe seiner Mutter, die als sein Vormund de facto unterschreibt, die Genehmigung zur Gründung eines Orchesters. Obwohl Johann Strauß allen Cafébesitzern mit Boykott droht, die Schani bei sich spielen lassen, feiert Schani im Café Dommayer ein erfolgreiches Debüt. Johann Strauß gratuliert seinem Sohn und bietet ihm eine gemeinsame Tournee an; Schanis Mutter lehnt jedoch vehement ab.

### Dritter Teil
Fürst Metternich sorgt sich wegen der Rivalität zwischen Vater und Sohn um die öffentliche Ordnung. Als bei einer Auseinandersetzung der Anhänger von Vater und Sohn eine junge Frau stirbt, spielt Schani trotz behördlichen Verbots auf ihrer Beerdigung. Fürst Metternich fordert Strauß eindringlich auf, den Konflikt mit seinem Sohn zu beenden, schickt dann aber auf Hirschs Vorschlag hin Schani als Kulturbotschafter nach Rumänien.
Die Rebellen der Revolution von 1848/49 feiern Schani als Helden, weil er sich auf der Beerdigung den Behörden widersetzt hatte; er spielt für sie die Marseillaise. Nach seiner Rückkehr meldet sich Schani zur Armee. Während die Revolution von Feldmarschall Radetzky niedergeschlagen wird, werden Schani und Levi wegen Teilnahme an der Revolution verhaftet. Fürst Metternich wird abgesetzt und Kaiser Ferdinand I. dankt ab; Nachfolger wird sein Neffe Franz Joseph I.
Johann Strauß erlebt eine Affäre mit der Sängerin Jetty Treffz, der Geliebten des Bankiers Moritz von Todesco; in Wien führt er zu Radetzkys Ehren den Radetzky-Marsch auf. Während Anna sich für Schanis Freilassung einsetzt, erkrankt Johann Strauß an Scharlach. Schani darf seinen todkranken Vater besuchen, kommt aber zu spät: Emilie Trampusch ist fort und hat Johann Strauß’ nackten Leichnam im Haus zurückgelassen.
Nach dessen Beerdigung vereint Johann Strauß (Sohn) sein Orchester mit dem seines Vaters. Wenig später verliebt er sich in Karoline, die aber kurz vor einer Beziehung zu Schanis Bruder Josef steht. Als seine Bewerbung zum Hofballmusikdirektor abgelehnt wird, geht er widerstrebend auf Drängen seiner Mutter auf Tournee nach Russland; Gelegenheit dazu bekommt er durch den russischen Fürsten Alexander Nikolajewitsch Gribow.

### Vierter Teil

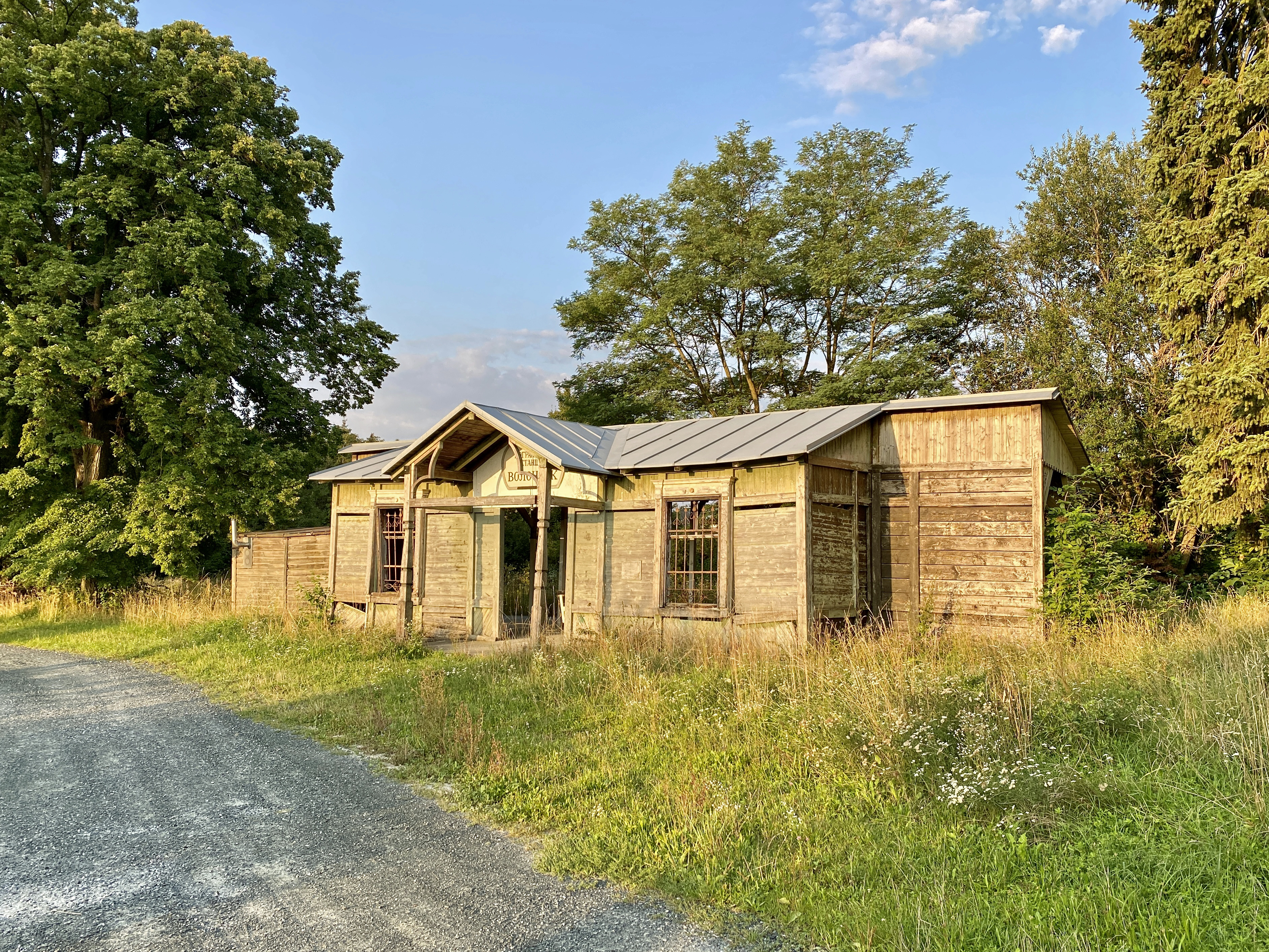
In Bad Tatzmannsdorf erhaltene Filmkulisse des „Grenzbahnhofs Wolotschysk“ aus Die Strauß-Dynastie (2021)

Bald kann Johann Strauß in den Briefen an seine Mutter schreiben, wie erfolgreich seine Musik in Russland ist und er von der Damenwelt angehimmelt wird – er lebt bereits in einer Liaison mit der Aristokratentochter Olga –, berichtet aber auch von den Schattenseiten des in Russland wütenden Krimkrieges. Wenig später bekommt er vom Zaren den Sankt-Stanislaus-Orden verliehen.
Olgas Eltern wiederum bemühen sich, die nicht standesgemäße Verbindung ihrer Tochter mit Johann zu unterbinden. Als er Olga heimlich nach Österreich mitnehmen will, versucht diese, von inneren Stimmen getrieben, sich und Strauß zu erschießen; Strauß flieht jedoch. Der Zar verspricht, dass man für Olga sorgen wird; Strauß kehrt nach Wien zurück, wo er dank seines Erfolges ein Konzert nach dem anderen gibt.
Als Strauß wegen Überarbeitung für drei Monate ins Sanatorium muss, übernimmt sein Bruder Josef – im Hauptberuf Ingenieur – auf Drängen seiner Mutter Johanns Vertretung. Da durch Johanns Sanatoriumsaufenthalt ein Mangel an neuen Walzern entsteht, fängt Josef an, zu komponieren; wenig später wendet sich auch Bruder Eduard der Musik zu. Als auch Josef wegen Überarbeitung zusammenbricht, übernimmt Eduard das Orchester.
Johann und Jetty Treffz beginnen – trotz der Proteste von Johanns Mutter, die Jetty für eine schlechte Ehefrau hält – eine Beziehung und heiraten. Kurz nach der Hochzeit wird Johann zum Hofballmusikdirektor ernannt. Anna Strauß reagiert entsetzt, als Johann sich nun verstärkt dem Komponieren widmen will.

### Fünfter Teil
Während die Strauß-Brüder wegen Vertragsverhandlungen und Johanns Wahl der Ehepartnerin in Streit liegen, erlebt Österreich 1866 im Deutschen Krieg gegen Preußen eine Niederlage. Johann bekommt den Auftrag, zur Hebung der Stimmung in der Bevölkerung ein Gedicht des Polizeiinspektors Joseph Weyl zu vertonen. Während Johann an der albernen Textvorlage verzweifelt, wird Levi sein Verleger.
Da Josef in Geldnöten steckt, ermöglicht Johann ihm eine Konzertreise nach Russland mit einigen seiner Musiker. Als er sein restliches Orchester nach Frankreich mitnimmt, reagiert Eduard erbost, dass für ihn keine Musiker übrig bleiben. Johann feiert bei der Pariser Weltausstellung 1867 einen Erfolg, als er seine Gedichtsvertonung, den Walzer An der schönen blauen Donau, ohne Text aufführt.
Da Johann auf ein Angebot des Impresarios Charles Gilmore zur Ausrichtung einer Amerika-Tournee zurückhaltend reagiert, teilt Jetty ihm erst in Amerika mit, bereits in Frankreich ein Telegramm mit der Todesnachricht seiner Mutter erhalten zu haben. Johann zeigt sich erschüttert über ihr Vorgehen.
In Wien wird seine Freude über eine Auszeichnung mit der Salvator-Medaille und den Verkauf von einer Million Exemplaren der Schönen blauen Donau vom Krebstod des Bruders Josef überschattet; am Totenbett wirft Eduard Johann vor, Josefs Tod durch die Russland-Reise verschuldet zu haben.
Jetty versucht mehrfach, Johann zum Schreiben von Operetten zu ermuntern; erst als Ewa Wesseli, eine Sängerin des Theaters, Johann ein Libretto überreicht, komponiert Johann Die Fledermaus. Jetty reagiert eifersüchtig, als sich zwischen Johann und Ewa eine Affäre entwickelt.
Der große Erfolg der „Fledermaus“ wird überschattet von Vorwürfen, Johann habe ein unbekanntes Werk seines verstorbenen Bruders als sein eigenes herausgegeben. Auch seiner Ehe droht Unheil, als Jettys mittlerweile erwachsener Sohn auftaucht und die Begleichung seiner Spielschulden verlangt; andernfalls wolle er publik machen, dass er der Sohn von Johann Strauß (Vater) ist.
Inzwischen macht Johann die Bekanntschaft von Johannes Brahms, der als Musiksachverständiger öffentlich die Plagiatsvorwürfe gegen Johann widerlegen will, da dessen fröhliche Musik eine ganz andere ist als die des berechnenden Ingenieurs Josef Strauß. Seine Freude darüber wird getrübt von Jettys Tod; durch einen Brief von ihr erfährt er die Wahrheit über ihren Sohn.

### Sechster Teil
Kurz nach Jettys Tod heiratet Strauß die Schauspielerin Angelika Dittrich. Doch Angelika wirft das Geld ihres Mannes zum Fenster raus; wenig später schlägt auch ihr Versuch fehl, ihren Mann mit gewagten, selbst gemalten Bildern zu überraschen. Bei einer Auseinandersetzung erleidet Angelika eine Fehlgeburt; auf Grund von Gerüchten, dass sie eine Affäre hatte, lässt sich Johann von ihr scheiden und reist auf Anraten des Familienanwalts Dr. Halmi nach Ungarn. Dort findet er, als Angelika nicht in die Scheidung einwilligen will, Hilfe bei Dr. Halmis verwitweter Schwiegertochter Adele, die in Budapest eine Kanzlei eröffnet hat. Auf einem Zigeunerfest sagt eine Wahrsagerin beiden eine baldige Hochzeit voraus.
Adele übernimmt nach der Sperrung von Johanns Konten durch Angelika dessen Finanzgeschäfte. Angelika unterstellt beiden eine Liaison, woraufhin Dr. Halmi ihr Anwalt wird und Adele aus seiner Kanzlei entlässt. Trotz Levis Bitte weigert sich Eduard, Johann durch Aufführung von dessen Musik finanziell auszuhelfen.
Während der Arbeit an seiner neuen Operette Der Zigeunerbaron konvertiert Johann zum Protestantismus und wird Staatsbürger des deutschen Herzogtums Sachsen-Coburg und Gotha, um sich von Angelika scheiden zu lassen und Adele heiraten zu können; Eduard wird sein Nachfolger als Hofballmusikdirektor.
Trotz Johanns neuer Staatsbürgerschaft reagieren die Wiener begeistert auf den Zigeunerbaron. Johanns Plan, eine Gesamtausgabe seiner Werke herauszubringen, scheitert an Eduards Weigerung, das bei ihm archivierte Notenmaterial herauszugeben. Aus Anlass der Auszeichnung mit dem Ritterorden durch Franz Joseph I. widmet Johann dem Kaiser seinen Kaiser-Walzer.
Am 3. Juni 1899 denkt Johann, im Sessel sitzend, an sein bewegtes Leben zurück und stirbt. Die Musiker von Eduards Kapelle stimmen voller Trauer den Donau-Walzer an; Eduard selbst verbrennt weinend sein Archiv in seinem Ofen.